# Миша Колинс
Дмитри „Миша” Колинс (енгл. Dmitri "Misha" Collins; Бостон, 20. август 1974), рођен као Дмитри Типенс Крушник (енгл. Dmitri Tippens Krushnic), амерички је глумац, аутор, продуцент и редитељ. Најпознатији је по својој улози Кастијела у серији Ловци на натприродно (2008—2020).

## Детињство и младост
Миша Колинс је рођен у Бостону, у Масачусетсу. Син је Ричарда Крушника и Ребеке Типенс. Одрастао је у нерелигиозној породици. Док је одрастао, његова породица је била сиромашна и често без дома. Рекао је да презиме Крушник „датира шест генерација у прошлост у Канади, а ми нисмо сигурни одакле су дошли”. Уметничко име, Колинс, девојачко је презиме његове прабабе. Делимично је јеврејског порекла.
Колинс је похађао школу Гринфилд сентер, школу Нортфилд Маунт Хермон и Универзитет у Чикагу, где је студирао друштвену теорију.

## Приватни живот
Колинс се 6. октобра 2001. оженио Викторијом Вантох у Мејну. Имају сина Веста Анаксимандра Колинса (23. септембар 2010) и ћерку Мејсон Мари Колинс (25. септембар 2012).
У априлу 2022. Колинс је појаснио да је хетеросексуалац након што је на фан-конвенцији погрешно протумачено да је бисексуалац.

## Филмографија

### Филм
| Година | Српски назив        | Изворни назив | Улога              | Напомене                                               |
| ------ | ------------------- | ------------- | ------------------ | ------------------------------------------------------ |
| 1999.  | Домети слободе      |               | мушкарац           | непотписан                                             |
| 1999.  | Неприлагођена       |               | Тони               |                                                        |
| 2002 . |                     |               | Ал Хејглман        |                                                        |
| 2003.  |                     |               | Тони Дерик         |                                                        |
| 2003.  |                     | Дејв          |                    |                                                        |
| 2004.  |                     |               | мушкарац           | кратак филм                                            |
| 2006.  | Карла               |               | Пол Бернардо       |                                                        |
| 2008.  | Само преко ње мртве |               | Брајан             |                                                        |
| 2008.  |                     | Бастер        |                    |                                                        |
| 2013.  |                     |               | полицајац Френклин | кратки филмови; такође продуцент, редитељ и сценариста |
| 2014.  |                     |               | полицајац Френклин | кратки филмови; такође продуцент, редитељ и сценариста |
|        |                     |               | полицајац Френклин | кратки филмови; такође продуцент, редитељ и сценариста |
| 2021.  |                     | Encounter     | Дилан              |                                                        |

### Телевизија
| Година     | Српски назив             | Изворни назив | Улога                                                                 | Напомене |
| ---------- | ------------------------ | ------------- | --------------------------------------------------------------------- | --- |
| 1998.      |                          |               | Ендру                                                                 | епизода: „Велика поправка” |
| 1999.      | Чари                     |               | Ерик Браг                                                             | епизода: „Они су свуда” |
| 2000.      | Њујоршки плавци          |               | Блејк Девит                                                           | епизода: „Добро дошли у Њујорк” |
| 2001.      | Седам дана               |               | Сергеј Чубајс                                                         | епизода: „Рођен у СССР” |
| 2002.      | 24                       | 24            | Алексис Дрејзен                                                       | споредна улога; 7 епизода |
| 2005.      | Место злочина: Лас Вегас |               | Влад                                                                  | епизоде: „Гнездасте лутке” |
| 2005.      |                          |               | непознато                                                             | неемитована серија |
| 2005—2006. | Ургентни центар          |               | Брет                                                                  | споредна улога; 3 епизоде |
| 2006.      | Морнарички истражитељи   |               | Џастин Фарис                                                          | епизода: „Издвојена” |
| 2006.      | Манк                     |               | Мајкл Карапов                                                         | епизода: „Господин Манк и капетанова женидба” |
| 2006.      |                          |               | Тод Монро                                                             | епизода: „Има нешто о Марти” |
| 2007.      | Без трага                |               | Честер Лејк                                                           | епизода: „Бежи” |
| 2007.      | Место злочина: Њујорк    |               | Мортон Брајт                                                          | епизода: „Можеш ли ме сада чути?” |
| 2007.      |                          |               | Џони Вилер                                                            | неемитовани пилот |
| 2008—2020. | Ловци на натприродно     |               | Кастијел / Џими Новак / себе / Левијатан / Луцифер / Космички ентитет | споредна улога; (4. и 8. сезона) главна улога; (5—6, 9—15. сезона) Гостујућа улога; (7. и 8. сезона); 147 епизода такође редитељ: 9. сезона, 17. епизода |
| 2009.      | Режи ме                  |               | Мани Скерит                                                           | епизода: „Мани Скерит” |
| 2010.      | Апокалипса из Стоунхенџа |               | Џејкоб                                                                | телевизијски филм |
| 2012.      |                          |               | Дилан                                                                 | епизода: „Курве не зарађују толико” |
| 2014.      |                          |               | себе                                                                  | епизода: „Миша Колинс” |
| 2015.      |                          |               | редитељ                                                               | епизода: „Пунч и лимунски квадрати” |
| 2015—2018. |                          |               | рецепционар / плесач                                                  | гостујућа улога; 2. епизоде |
| 2016.      |                          |               | затвореник 2 / Маестро Талас                                          | епизода: „Црвено значи стани”; гласовна улога |
| 2017.      |                          |               | Даг Валдерман                                                         | епизода: „Арлингтон” |
| 2017.      | Безвремени               |               | Елиот Нес                                                             | епизода: „Државни непријатељ бр. 1” |
| 2021—2022. |                          |               | себе                                                                  | водитељ |